# Michail Kozlov
Michail Stepanovič Kozlov (in russo Михаил Степанович Козлов?; Tver', 9 gennaio 1895 – Mosca, 28 luglio 1964) è stato un allenatore di calcio, calciatore e arbitro di calcio sovietico.
Dal 1913 al 1935 lavorò come arbitro della sezione di Mosca, seppur non sia riuscito ad arbitrare una sola partita ufficiale del campionato sovietico, nato nel 1936. Già vice-presidente del Consiglio della Commissione arbitrale suprema (1924-1934), in un periodo che coincise con il suo incarico da commissario tecnico della nazionale sovietica di calcio e presidente del Consiglio arbitrale di tutte le federazioni di calcio e di hockey di Mosca (1925-1939) e delle federazioni di calcio e di hockey del Paese (1928-1939), svolse anche il ruolo di insegnante di educazione fisica nei primi anni venti. In un determinato periodo, fu un allenatore di hockey su ghiaccio. Nel 1936 lo Spartak Mosca lo chiamò alle redini del club, lasciato per un breve periodo nelle mani del cecoslovacco Antonín Fivebr. Dopo il primo torneo sovietico, Kozlov divenne l'allenatore dello Spartak per il secondo campionato, che vinse superando la Dinamo Mosca.

## Palmarès
- Campionato sovietico: 2

Spartak Mosca: 1936